# وجبیسترند
وجبیسترند (به سوئدی: Vejbystrand) یک سکونتگاه مسکونی در سوئد است که در Båstad Municipality واقع شده‌است.

## خصوصیات
وجبیسترند ۲٫۷۴ کیلومترمربع مساحت و ۲٬۷۲۱ نفر جمعیت دارد.